# Dicranota bicornigera
Dicranota (Dicranota) bicornigera là một loài ruồi trong họ Pediciidae. Chúng phân bố ở vùng sinh thái Palearctic.